# اجتماعات الرياضيات المشتركة
اجتماعات الرياضيات المشتركة (بالإنجليزية: Joint Mathematics Meetings JMM) هي مؤتمرات رياضياتية تُقام سنوياً في بداية شهر يناير من كل عام، يُديرها مجتمع الرياضيات الأمريكي (AMS) وجمعية الرياضيات الأمريكية (MMA). بشكل منتظم، كما يشارك في هذه الاجتماعات عدة منظمات رياضياتية من دول مختلفة. هذه الاجتماعات هي أكبر تجمع للرياضياتيين في الولايات المتحدة، مع عدة ألوف المحادثات، واللوحات، والدورات القصيرة، وغيرها.
الـ JMM تُقيم مركز توظيف أيضاً، والذي يُركز على عمليات التوظيف للرياضياتيين الأكاديميين، خصوصاً لكليات الفنون الحرة. العديد من أصحاب العمل يقودون مقابلتهم التمهيدية خلال الاجتماع. وغالباً ما تؤخذ هذه المقابلات خارج حدود المؤتمر، لذا فإن أصحاب العمل قد لا يظهرون في قائمة التوظيف الرسمية. 

## الاجتماعات القادمة
ستقام الاجتماعات القادمة في:
- سان دييغو، كاليفورنيا، 10-13 يناير، 2018م.
- بالتيمور، ماريلاند، 16-19 يناير، 2019م.
- دنفر، كولورادو، 15-18 يناير، 2020م.
- واشنطن العاصمة، 6-9 يناير، 2021م.

## روابط خارجية
- قائمة مؤتمرات AMS الوطنية.
- معلومات عن مركز التوظيف.